# Георги Христов (революционер)
Вижте пояснителната страница за други личности с името Георги Христов.
Георги Христов (Попхристов) Марков, известен като Драшката, (изписване до 1945 година: Георги попъ Христовъ) е български революционер, деец на Вътрешната македоно-одринска революционна организация, един от главните ръководители и организатори на Хрупищко, общественик и краевед.

## Биография

### Образование
Христов е роден в 1876 година в костурското село Шкрапари, тогава в Османската империя, днес Аспронери, Гърция. Отраства и живее в градеца Хрупища (днес Аргос Орестико). Учи в гръцко, а по-късно в българско училище в Хрупища, завършва Костурското българско третокласно училище, и постъпва в Солунската българска гимназия. Последния клас завършва в Битоля, където в 1899 – 1900 година се премества класическото отделение на гимназията. Заедно с Търпен Марков от Вишени, Георги Баждаров от Горно Броди, Георги Тодоров от Тетово и Андрей Казепов от Ресен основава в Битоля ученически революционен кръжок на Българското тайно революционно братство, начело с Марков.

### Във ВМОРО
След завършването си влиза във ВМОРО, посветен от съученика си Манол Розов, и става учител в костурското българо-помашко село Галища (днес Оморфоклисия). В Галища организира революционен комитет и урежда канал за доставка на оръжие от Гърция, начело с помощника му кираджията Ставре Сиромахово и привлича към организацията и хора от съседните села Дреничево (Кранохори), Желегоже (Пендаврисо), Жужелци (Спилеа) и Старичани (Лакомата). От 1901 – 1902 година е учител в Хрупища, където оглавява Хрупищкия революционен район, след като Кузман Стефов попада в затвора. Христов обикаля костурските села и създава революционни комитети, като с помощта на четите на Митре Влаха и Васил Чекаларов успява да организира и много смесени българо-гъркомански и българо-турски села. При създаването на комитет на ВМОРО в Старичани Христов привлича към организацията и бъдещия костурски войвода Киряк Шкуртов.
През юли 1902 година Христов е предаден и арестуван. Освободен с общата амнистия през февруари 1903 година, Христов се връща към революционната дейност и обикаля с четите на Пандо Кляшев и Митре Влаха костурските села. През април 1902 година става нелегален и влиза в четата на Иван Попов. По време на Илинденско-Преображенското въстание Христов получава задача да извърши атентати в Хрупища, но опитът му е осуетен поради отказ на местния комитет да съдейства. По-късно участва в похода в Колонията на четата на Васил Чекаларов.
След потушаването на въстанието Христов бяга в Гърция, престоява три месеца в Ламия и се установява в България. Връща се в Гърция през март 1904 година с Кузо Блатски, но двамата са арестувани в Трикала. След освобождението му, възползвайки се от султанската амнистия, през Солун се връща в Хрупища и се легализира. Прави опит да помири враждуващите войводи Нумо Янакиев и Никола Добролитски, но през май е арестуван и освободен и затворен в Костур, по-късно в Корча и в Битоля. Освободен е чак след една година и е назначен за български учител в Хрупища, а по-късно в Осничани, но не учителства. Като легален активно развива революционна дейност, като в дома му отсядат местните войводи Вангел Попхристов и Киряк Шкуртов.
На 13 декември 1907 година отново е арестуван, след като властите откриват уличаващи го документи у загиналия Кузо Блатски, и осъден на 7 години затвор от извънреден безапелационен съд в Битоля. Освободен след 7 месеца при амнистията дадена след Младотурската революция, Христов става учител в Нестрам и се опитва да противодейства на гъркоманията в района. Христов е избран в Националния околийски комитет, който трябва да представлява интересите на българите пред новите власти. Христов учителства в Нестрам три години, като обикаля целия Нестрамкол и се опитва да върне жителите към българщината. Пред ноември 1910 година е арестуван от младотурските власти, но е освободен, а по време на обезоръжителната акция след една година е арестуван отново за малко.
В 1911 и 1912 година Христов е учител в Хрупища и прави ремонт на местното училище и на българския параклис и основава пансион за външни ученици.
В 1913 година учителите Георги Христов и Владислав Томов заедно с всички български първенци след края на учебната година са арестувани от новите гръцки власти в Хрупища. Христов е задържан и затворен заедно с други арестувани местни българи и военнопленници от Сборната партизанска рота на Македоно-одринското опълчение в трюма на параход в Солунското пристанище.

### В България
В края на януари 1914 година Христов заедно със семейството е изселен в България и се установява в новоосвободения Ксанти, където се заселват много бежанци от Костурско. Там Христов е сред основателите на Костурското братство „Надежда“, член е на комисията по настаняване на бежанците и чиновник в мировия съд по държавните имоти и в реквизиционната комисия. В 1919 година става учител в Ксантийската гимназия.
Георги Константинов Бистрицки пише за него в 1919 г.:
| „ | Георги Христов от гр. Хрупища, свършил курса на Българската класическа гимназия в Битоля, народен учител, един от главните ръководители и организатори на Хрупищко преди и след въстанието, символ на правдата и прословут с идеалния си патриотизъм и безпримерната си дейност, по чудо спасяван при много грозни засади, е жив между изгнаниците костурчани в гр. Ксанти при голяма тъга за нещастното и онеправдано Костурско. | “ |

След Първата световна война, когато Ксанти е даден на Гърция, Христов заедно с гимназията се мести в село Райково, където учителства две години. От 1921 до края на 1924 година е учител в прогимназията в Станимака. Работи за решаване на проблемите на македонските бежанци и е председател на Дружеството на Македонската федеративна организация до 1924 година. Мести се в Търново Сеймен, където от 1925 до началото на 1927 година работи като чиновник в коносрциума за тютюн. На 17 юни 1927 година става учител в село Малко градище, а от 7 октомври е директор на прогимназията. По-късно се установява в Хасково.
След окупацията на Гърция през Втората световна война през май 1941 година българското правителство праща делегация на Костурското братство в Югозападна Македония. В нея влизат Дамян Илиев, Спиро Василев и Петър Марков от Загоричани, Пандо Киселинчев от Косинец и Георги Христов. Делегацията обикаля Леринско и Костурско по маршрута Битоля – Баница – Екши Су – Зелениче – Загоричани – Хрупища – Косинец – Лабаница – Смърдеш – Брезница – Руля – Желево – Лерин, където на 24 май присъства на голямо българска манифестация. В доклада си до правителството, пътуването на делегацията е определено като
| „ | едно бляскаво шествие на българщината | “ |

Населението посреща делегацията „с луда радост“ и разпитва кога ще дойде българска войска, докато италианските и германските власти подпомагат гръцката администрация, която тероризира българите. Делегацията предлага да се изпратят българи-преводачи при военните комендантства, да се настоява в българските села да се назначават кметове българи и да се формира българска милиция, да се допусне разпространението на български вестници и книги, в Битоля да се създаде егейски комитет, който да комуникира с българските власти.
Христов умира в Хасково в 1964 година. Оставя в ръкопис краеведския труд „Хрупищко“, издаден в 2002 година, който е едно от малкото запазени краеведски описания на българските селища в Костурско.